# Contea di Raohe
La contea di Raohe (饶河县S, Ráohé XiànP) è una contea della Cina, situata nella provincia di Heilongjiang e amministrata dalla prefettura di Shuangyashan.